# Javorník ve Slezsku
Javorník ve Slezsku – stacja kolejowa w Javorníku, w kraju ołomunieckim, w Czechach. Znajduje się na wysokości 275 m n.p.m. i jest stacją końcową linii kolejowej nr 295.